# Francisco Tomás Morales
Francisco Tomás Morales y Alonso (o Alonzo) (Carrizal de Agüimes, 20 de diciembre de 1781 o 1783 - Las Palmas de Gran Canaria, 5 de octubre de 1845). Fue un militar español, el último en ocupar el cargo de Capitán General de Venezuela, alcanzando el grado de Brigadier durante la Guerra de Independencia de Venezuela. Era apodado El Inmortal.
Tras la muerte de José Tomás Boves en la batalla de Urica, el 4 de diciembre de 1814, asumió el mando de los llaneros y quedó como amo absoluto del país. Para finalizar la campaña, Morales, con el mando asegurado de la horda llanera, marchó a Maturín para acabar con los últimos restos del ejército enemigo.
Con la llegada de Pablo Morillo, Morales se sometió a su autoridad y participando en el asedio de Cartagena de Indias. En 1822 dirigió la campaña de Occidente como capitán general hasta capitular al año siguiente y retirarse a las islas Canarias.
Según los datos extraídos de la biografía escrita por José D. Dugourt En 1801 fue soldado raso de las milicias de artillería de Barcelona. Tres años después fue ascendido a cabo primero y en 1809 a cabo segundo. El 30 de julio de 1812 fue nombrado subteniente y el 1 de octubre es ascendido a teniente por sus brillantes acciones en el Oriente venezolano. Boves lo nombró su segundo en el segundo semestre de 1813. Herido en Santa Catalina, el 30 de septiembre de ese año fue elevado a capitán y después de la victoria en San Marcos fue ascendido a teniente coronel. Tras la llegada de Pablo Morillo a comienzos de 1815 fue inmediatamente nombrado coronel y comandante en jefe de la división de vanguardia. Después del combate de Los Aguacates, el 14 de abril de 1817, fue nombrado brigadier. En junio de 1822 alcanzará el grado de mariscal de campo.

## Biografía
Hijo de Francisco Miguel Morales y María Alonso Guédez. Inicialmente pulpero, había emigrado a Venezuela en 1804 y cinco años después se casó con Josefa María Bermúdez, hermana del prócer José Francisco Bermúdez.

### Campaña contra la Segunda República de Venezuela
En 1813, durante la Guerra de Independencia de Venezuela, Morales se enroló en la División Infernal del realista José Tomás Boves, llegando a ser su segundo, teniendo una participación destacada en la Emigración a Oriente.

#### Fin de la campaña
Maturín era una plaza defendida por tres terraplenes y dos baterías, posiciones sólidas apoyadas al norte por el río Guarapiche y los pantanos al este le hacían fácilmente defendible, pero los republicanos tenían pocas municiones y baja moral. La guarnición sumaba 300 dispersos y cerca de 200 reclutas. Algunos oficiales quieren retirarse pero sus superiores ordenan resistir.
Morales llegó con su ejército en el anochecer del 10 de diciembre. Acampó afuera de la ciudad y secretamente ordenó a 1.500 hombres ocupar el paso del Hervidero pero la caballería de Manuel Cedeño hizo una salida y los rechazo con apoyo del fuego de las posiciones defensivas. A las 8:00 horas del día siguiente se ordenó el asalto del pueblo. Por tres horas los patriotas lograron resistir el ataque frontal pero entonces una columna que había flanqueado secretamente sus posiciones los atacó por la retaguardia y cayeron en pánico.
Los llaneros asaltaron la ciudad y asesinaron a todo mundo que encontraron para vengar las fuertes bajas que les causó la caballería del coronel José Gregorio Monagas. Los republicanos huyeron al bosque del Buen Pastor, la costa, 200 con Bermúdez a montaña Tigre y 3 o 4 oficiales con Ribas a los llanos de Caracas para unirse a Rafael Urdaneta (a quien creían en Barquisimeto). Ribas fue delatado, capturado y fusilado el 31 de enero de 1815 en Tucupido.

##### Ofensiva abortada a Margarita
El 9 de enero de 1815 el vicario de Morales partía a la isla de Margarita exigiendo su rendición, el gobernador Juan Bautista Arismendi se negó rotundamente.
En persecución de vencidos y refugiados, Morales avanzó por la costa de Cumaná, arrasando Cariaco, Carúpano y Río Caribe mientras su lugarteniente, Salvador Gorrín, hacia lo propio en Tigre, Cari y Arivi y al volver a sus bases en Terecen, Caño Colorado y El Morichal. El 14 de febrero Morales y 3.000 llaneros atacó Soro y lo hizo cenizas; al siguiente atacó Güiria defendida por Bermúdez y Bideau con 300 hombres. El pueblo cayó tras una feroz batalla, y los que pudieron, Bermúdez, soldados y algunos civiles huyeron en canoas hacia Margarita. Los que huyeron por la costa o la selva no fueron tan afortunados. Fueron alcanzados entre Irapa y Quebranta y masacrados, estimándose en 3.000 los muertos. Una última tropa de 400 hombres a cargo del teniente coronel José Rivero seguía en Irapa, pero sabedor de los hechos de Güiria huyeron a los bosques donde fueron cazados y exterminados por los llaneros. Estos ataques tenían la intención de aislar a Arismendi de cualquier ayuda por alguna guerrilla o guarnición patriota que quedara en Costa Firme. Morales empieza a concentrar unos 5.000 combatientes y 32 navíos para invadir Margarita.
Morales quedó dueño de Venezuela a la espera de la llegada de la Expedición Pacificadora de Pablo Morillo se dedicó a tomar y destruir una por una las últimas fortalezas que les quedaban a los patriotas en el país. Sorpresivamente el rey ordenaba a Morillo cambiar su rumbo. Como señala Arturo Uslar Pietri, en vista de los sucesos de 1814, para la Corona española era más importante "pacificar" a los "realistas" venezolanos que combatir a los patriotas rioplatenses, victoriosos por esas fechas. La alarma causada por los abusos de Boves, Morales y compañía indicaba que ellos eran un «peligro social».

### Acciones tras la llegada de Pablo Morillo
Durante la Retirada de los Seiscientos en 1816 se dedicó a hostigar sin piedad a los republicanos pero es derrotado en la batalla de El Juncal por el general Manuel Piar. En 1817 recupera Barcelona junto al brigadier Pascual del Real. Un año después participaba en la batalla de La Puerta y, a continuación, dirigía la caballería en la Campaña de Apure, acabando vencido por José Antonio Páez. En 1821 estaba en Calabozo cuando salió a enfrentar a José Francisco Bermúdez, quien amenazaba desde el este a Caracas. También participó en la batalla de Carabobo, donde la retirada del grueso de su caballería fue clave en la victoria patriota. 
El 4 de julio de 1822 desplazó al mariscal Miguel de la Torre como capitán general y dirigió la Campaña de Occidente. Forzado a capitular en Maracaibo el 3 de agosto de 1823, un día después embarcó a Santiago de Cuba.

## Regreso a España
Morales volvió a España para ser nombrado comandante general de las Canarias en 1827 y presidente de la Real Audiencia. En 1833, su hija mayor, María Ana Morales Bermúdez, se casaba con el general Ruperto Delgado González. En 1834 se traslada a España, ahí permanece en reserva hasta 1837, cuando se establece definitivamente en las Canarias. Entre sus lugartenientes estuvo Narciso López.